# Vía del Collado Norte
La Vía del Collado Norte es la ruta de ascensión por la cara norte del Monte Everest. Muchas expediciones la prefieren como alternativa a la Vía del Collado Sur que es la ruta considerada normal de ascensión pero que se encuentra muy masificada. La ruta se encuentra toda ella en el Tíbet, China y recorre el Glaciar de Rongbuk oriental hasta llegar al Collado Norte desde el que se asciende por la cara norte hasta alcanzar la arista que llega a la cima.

## Principales hitos de la vía
- Campo Base (5.180 m) en una llanura de grava justo antes de llegar al glaciar.

- Campo II (6.100 m). Se recorre el Glaciar de Rongbuk oriental hasta llegar a la base del Changtse

- Campo III o Campo Base avanzado (6500 m). Siguiendo el glaciar se alcanza el Campo III situado debajo del Collado Norte

- Campo IV (7.010 m). Se continua hasta la parte final del glaciar y se escala la pared utilizando cuerdas fijas hasta alcanzar el Collado Norte

- Campo V (7.775 m). Se asciende por la rocosa arista norte

- Campo VI (8.230 m). Se cruza la arista norte en diagonal hasta llegar a la base de la 'Banda amarilla' donde se encuentra el campo VI.

- Cumbre del Everest Desde el Campo VI se realiza el ataque a la cumbre. Los escaladores atraviesan peligrosamente desde la base del primer escalón (de 8.500 a 8540 m) al punto más difícil de la ruta: el segundo escalón (de 8.580 a 8.630 m). en el segundo escalón hay fijada una escalera denominada la 'escalera china' ya que fue puesta por la expedición china de 1975 que es utilizada por casi todos los escaladores en la ruta norte. Una vez superado el segundo escalón se encuentra el irrelevante 'tercer escalón' (de 8.690 a 8800 m). Una vez por encima de estos escalones, la pirámide de cima se alcanza mediante una pendiente de nieve de 50 grados hasta el arista de cima desde la que se alcanza la cima.